# Saint-Étienne-Estréchoux
Saint-Étienne-Estréchoux este o comună în departamentul Hérault din sudul Franței. În 2009 avea o populație de 245 de locuitori.

## Evoluția populației
| An        | 1975 | 1982 | 1990 | 1999 | 2006 | 2009 |
| --------- | ---- | ---- | ---- | ---- | ---- | ---- |
| Populație | 405  | 354  | 291  | 262  | 248  | 245  |